# Håkon 6. af Norge
 Der er for få eller ingen kildehenvisninger i denne artikel, hvilket er et problem. Du kan hjælpe ved at angive troværdige kilder til de påstande, som fremføres i artiklen.

Håkon 6. Magnusson (1340 – 1380) var konge af Norge i perioden 1355–1380, af Sverige 1362–1364.
Håkon var søn af den norsk-svenske konge Magnus Eriksson Smek og voksede op i Norge. Han blev hyldet som norsk konge i 1343–44, mens Magnus' ældste søn, Erik, skulle arve Sverige når Magnus døde. Håkon tiltrådte som myndig konge i 1355, men Magnus beholdt dele af Norge under sit styre, deriblandt landet på begge sider af Oslofjorden. I Sverige gjorde Erik oprør mod Magnus i 1356, og landet blev delt mellem far og søn i 1357. Erik døde allerede i 1359, og i 1362 blev Håkon også valgt til svensk konge. Etter en kort strid valgte Magnus og Håkon at regere Sverige sammen ligesom de allerede gjorde i Norge. I 1364 blev de imidlertid begge afsat som svenske konger til fordel for Magnus' fætter Albrecht af Mecklenburg. Dele af Vest-Sverige og en betydelig andel af det svenske aristokrati holdt imidlertid fast på Magnus og Håkon, og de to opgav aldrig kravet på hele Sverige. Forholdet mellem Norge og Sverige var i hele resten af Håkons regeringstid præget af krig og konflikter. I 1371 ledede Håkon et stort felttog fra Norge og helt frem til Stockholm, hvor han opnåede at få sat Magnus fri efter seks års fangeskab. 
Håkon 6. Magnusson giftede sig 9. april 1363 med Margrete Valdemarsdatter, datter af Valdemar Atterdag, i Vor Frue Kirke i København. Deres eneste barn, Olav, blev valgt til dansk konge i maj 1376 med Håkon og hans dronning Margrete som formyndere. I praksis blev det dog Margrete, der påtog sig stort set hele formynderskabsrollen. Da Håkon 6. døde i sommeren 1380 arvede Olav Norge efter sin far. Olav Håkonssons regering indledte 434 år med dansk-norsk union.
- Unionsvåben for Håkon 6. som konge af Norge og Sverige, efter våbenbog af herolden Gelre, ca 1380.
- Dronning Blanka og sønnen Håkon (1877) Malet af Albert Edelfelt (1854-1905) Hænger på Ateneum i Finland.

| P                 | I                               | II                              |
| ----------------- | ------------------------------- | ------------------------------- |
| Proband: Håkon 6. | Far: Magnus Eriksson af Sverige | Farfar: Hertug Erik Magnusson   |
| Proband: Håkon 6. | Far: Magnus Eriksson af Sverige | Farmor: Ingeborg Håkonsdatter   |
| Proband: Håkon 6. | Mor: Blanka af Namur            | Morfar: Jean Dampierre af Namur |
| Proband: Håkon 6. | Mor: Blanka af Namur            | Mormor: Maria af Artois         |